# 熊官屯镇
熊官屯镇，是中华人民共和国辽宁省铁岭市铁岭县下辖的一个乡镇级行政单位。原为熊官屯乡，2012年撤乡设镇。

## 行政区划
熊官屯镇下辖以下地区：
熊官屯村、文家沟村、下峪村、上峪村、土台子村、黄石村、大白梨村、小白梨村、土楼子村和云盘沟村。